# Stenocaropsis
Stenocaropsis är ett släkte av kräftdjur. Stenocaropsis ingår i familjen Canthocamptidae.
Släktet innehåller bara arten Stenocaropsis pristina.